# Mark Egan

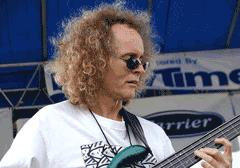
Mark Egan

Mark McDaniel Egan (* 14. Januar 1951 in Brockton, Massachusetts) ist ein US-amerikanischer Jazz-Bassist und Komponist.

## Leben und Werk
Egan spielte zunächst Trompete in der High School und wechselte mit 14 Jahren zum E-Bass, seinem Hauptinstrument. Er studierte an der University of Miami (bei Jerry Coker) und privat bei Jaco Pastorius, seinem musikalischen Vorbild. 1976 ging er mit einer eigenen Band (mit Kommilitonen aus Miami, u. a. Hiram Bullock) nach New York City, wo er u. a. die Pointer Sisters und David Sanborn begleitete. Von 1977 bis 1980 war er Mitglied der ersten Pat Metheny Group mit Danny Gottlieb – Metheny kannte er noch von der gemeinsamen Schulzeit. Ab 1982 war er Co-Leader der erfolgreichen Gruppe „Elements“ mit Danny Gottlieb, mit dem er auch häufig im Duo spielte. Egan ist als Studiomusiker auf zahlreichen Alben als Sideman zu hören, so u. a. bei Joe Beck, Bill Evans, Stan Getz (Billy Highstreet Samba), Alex de Grassi, Lew Soloff und Mike Stern sowie auch außerhalb des Jazz- und Rockkontextes bei Singer/Songwritern wie Marc Cohn und Sophie B. Hawkins. Dreizehn Jahre lang spielte er auch im Gil Evans Monday Night Orchestra; 1983, 1984 und 2000 war er Mitglied der George Gruntz Concert Jazz Band. 1985 erschien „Mosaic“, sein erstes Album als Leader, auf Windham Hill Records. Er unterrichtet, hat ein eigenes Studio, gründete 1992 das Label „Wavetone Records“ und komponiert Musik für Film und Fernsehen.

## Diskografische Hinweise

### Alben als Leader
- Mosaic – Wavetone Records (1985)
- A Touch of Light – GRP (1988)
- GRP X-Mas Collection – GRP (1988)
- Beyond Words – Mess Bluemoon (1991)
- Freedom Town – Wavetone Records (2001)
- As We Speak – Mark Egan – Wavetone (2006)
- Beyond Words -Mark Egan – Wavetone (2008)
- Truth Be Told -Mark Egan – Wavetone (2009)

### Alben als Co-Leader mit Elements
- Elements – Egan/Gottlieb – Island (1982)
- Forward Motion – Egan/Gottlieb – Island (1984)
- Blown Away – Egan/Gottlieb – Mess Bluemoon (1985)
- Illumination – Egan/Gottlieb – RCA/BMG (1987)
- Liberal Arts – Egan/Gottlieb – RCA/BMG (1989)
- Spirit River – Egan/Gottlieb – RCA/BMG (1990)
- Far East Vol. 1 – Egan/Gottlieb – Wavetone (1992)
- Far East Vol. 2 – Egan/Gottlieb – Wavetone (1993)
- Untold Stories – Egan/Gottlieb – Wavetone (1996)
- Wouldn't it Be Nice – Egan/Gottlieb – SoulCoast (1997)
- Wouldn't it Be Nice (Jazz portrait of Brian Wilson) – Elements – Bluenote (1997)

## Auszeichnungen
- Grammy, Sting, A Love Affair, The music of Ivan Lins
- Grammy Award, "Best Jazz Album" – Gil Evans Orchestra, Bud & Bird
- Grammy Nomination The Pat Metheny Group, American Garage
- Grammy Nomination Joan Osborne, Relish
- Grammy Nomination, Best Contemporary Jazz Album 2001 Bill Evans "Soul Surviver"
- Platinum Record – Arcadia, So Red The Rose
- Platinum Record – Sting, Nothing Like The Sun
- Platinum Record (3×) – Joan Osborne, Relish
- Platinum Record – Mecano, Aidalai
- Platinum Record – Marc Cohn, Marc Cohn
- Gold Record – GRP Christmas Collection
- Gold Record - Sophie B. Hawkins, Tongues and Tails
- Billboard Award – Best Latin Jazz Album 2003 – Gato Barbieri – Shadow of the Cat
- Grammy Nomination – Best Contemporary Jazz Album 2005 – Bill Evans – Soul Grass